# Йенидоган (квартал в Зейтинбурну)
„Йенидоган“ (на турски: Yenidoğan) е квартал на Истанбул, разположен в околия Зейтинбурну. Общата му площ е 0,16 км2. Според данни на Адресната система за регистриране на населението (ABPRS) към 2023 г. населението на „Йенидоган“ е 9900 жители.